# Singoli al numero uno in Europa nel 2007
Lista delle canzoni alla posizione numero uno della Eurochart Hot 100 Singles del 2007.
A dominare la classifica singoli europea nel 2007 fu la cantante barbadiana Rihanna, che dopo la hit numero 1 SOS del 2006 ritorna in vetta per la seconda volta con Umbrella, con cui resta undici settimane consecutive, e ancora una terza volta con Don't Stop the Music.
Significative le presenze alla numero 1 di Nelly Furtado e Justin Timberlake rispettivamente con All Good Things e What Goes Around... Comes Around, e nella collaborazione Give It to Me".
Il 2007 è anche l'anno d'oro del produttore statunitense Timbaland, che raggiunge la posizione numero 1 in Europa con ben quattro suoi singoli: la già citata Give It to Me, The Way I Are, Ayo Technology e "Apologize.
Accanto ai numerosi artisti nordamericani in classifica ci sono tre numero 1 britanniche: i Take That, i Kaiser Chiefs e James Blunt.

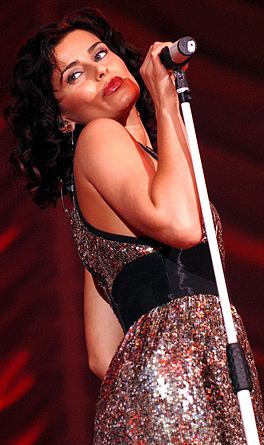
La canadese Nelly Furtado conquistò la posizione numero 1 in Europa con il singolo All Good Things e la collaborazione Give It to Me.

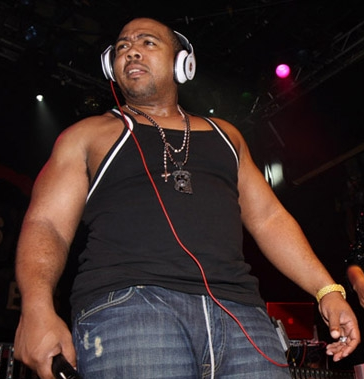
Il produttore Timbaland guadagnò la vetta con quattro singoli diversi da lui interpretati, rimanendovi per un totale di dodici settimane.

Rihanna raggiunse per la seconda volta la vetta della classifica singoli europea; nel 2007 passò ben 14 settimane alla numero 1 con i singoli Umbrella e Don't Stop the Music.

| Data         | Brano                              | Artista                                                 |
| ------------ | ---------------------------------- | ------------------------------------------------------- |
| 6 gennaio    | "Patience"                         | Take That                                               |
| 13 gennaio   | "Patience"                         | Take That                                               |
| 20 gennaio   | "All Good Things (Come to an End)" | Nelly Furtado                                           |
| 27 gennaio   | "Smack That"                       | Akon featuring Eminem                                   |
| 3 febbraio   | "Hurt"                             | Christina Aguilera                                      |
| 10 febbraio  | "All Good Things (Come to an End)" | Nelly Furtado                                           |
| 17 febbraio  | "All Good Things (Come to an End)" | Nelly Furtado                                           |
| 24 febbraio  | "All Good Things (Come to an End)" | Nelly Furtado                                           |
| 3 marzo      | "All Good Things (Come to an End)" | Nelly Furtado                                           |
| 10 marzo     | "Ruby"                             | Kaiser Chiefs                                           |
| 17 marzo     | "The Sweet Escape"                 | Gwen Stefani featuring Akon                             |
| 24 marzo     | "The Sweet Escape"                 | Gwen Stefani featuring Akon                             |
| 31 marzo     | "The Sweet Escape"                 | Gwen Stefani featuring Akon                             |
| 7 aprile     | "What Goes Around...Comes Around"  | Justin Timberlake                                       |
| 14 aprile    | "What Goes Around...Comes Around"  | Justin Timberlake                                       |
| 21 aprile    | "Girlfriend"                       | Avril Lavigne                                           |
| 28 aprile    | "Give It to Me"                    | Timbaland featuring Nelly Furtado and Justin Timberlake |
| 5 maggio     | "Give It to Me"                    | Timbaland featuring Nelly Furtado and Justin Timberlake |
| 12 maggio    | "Beautiful Liar"                   | Beyoncé featuring Shakira                               |
| 19 maggio    | "Beautiful Liar"                   | Beyoncé featuring Shakira                               |
| 26 maggio    | "Beautiful Liar"                   | Beyoncé featuring Shakira                               |
| 2 giugno     | "Beautiful Liar"                   | Beyoncé featuring Shakira                               |
| 9 giugno     | "Beautiful Liar"                   | Beyoncé featuring Shakira                               |
| 16 giugno    | "Umbrella"                         | Rihanna featuring Jay-Z                                 |
| 23 giugno    | "Umbrella"                         | Rihanna featuring Jay-Z                                 |
| 30 giugno    | "Umbrella"                         | Rihanna featuring Jay-Z                                 |
| 7 luglio     | "Umbrella"                         | Rihanna featuring Jay-Z                                 |
| 14 luglio    | "Umbrella"                         | Rihanna featuring Jay-Z                                 |
| 21 luglio    | "Umbrella"                         | Rihanna featuring Jay-Z                                 |
| 28 luglio    | "Umbrella"                         | Rihanna featuring Jay-Z                                 |
| 4 agosto     | "Umbrella"                         | Rihanna featuring Jay-Z                                 |
| 11 agosto    | "Umbrella"                         | Rihanna featuring Jay-Z                                 |
| 18 agosto    | "Umbrella"                         | Rihanna featuring Jay-Z                                 |
| 25 agosto    | "Umbrella"                         | Rihanna featuring Jay-Z                                 |
| 1º settembre | "The Way I Are"                    | Timbaland featuring Keri Hilson &D.O.E.                 |
| 8 settembre  | "The Way I Are"                    | Timbaland featuring Keri Hilson &D.O.E.                 |
| 15 settembre | "The Way I Are"                    | Timbaland featuring Keri Hilson &D.O.E.                 |
| 22 settembre | "The Way I Are"                    | Timbaland featuring Keri Hilson &D.O.E.                 |
| 29 settembre | "1973"                             | James Blunt                                             |
| 6 ottobre    | "1973"                             | James Blunt                                             |
| 13 ottobre   | "Ayo Technology"                   | 50 Cent featuring Justin Timberlake and Timbaland       |
| 20 ottobre   | "Beautiful Girls"                  | Sean Kingston                                           |
| 27 ottobre   | "Beautiful Girls"                  | Sean Kingston                                           |
| 3 novembre   | "Hey There Delilah"                | Plain White T's                                         |
| 10 novembre  | "Don't Stop the Music"             | Rihanna                                                 |
| 17 novembre  | "Don't Stop the Music"             | Rihanna                                                 |
| 24 novembre  | "Don't Stop the Music"             | Rihanna                                                 |
| 1º dicembre  | "Apologize"                        | Timbaland featuring OneRepublic                         |
| 8 dicembre   | "Apologize"                        | Timbaland featuring OneRepublic                         |
| 15 dicembre  | "Apologize"                        | Timbaland featuring OneRepublic                         |
| 22 dicembre  | "Apologize"                        | Timbaland featuring OneRepublic                         |
| 29 dicembre  | "Apologize"                        | Timbaland featuring OneRepublic                         |